# Castrejón de la Peña
Castrejón de la Peña ist ein Ort mit etwa 1650 Einwohnern und eine Gemeinde (municipio) mit 320 Einwohnern (Stand: 2024) im Norden der Provinz Palencia in der Autonomen Gemeinschaft Kastilien-León im Norden Spaniens. Zur Gemeinde gehören neben dem Hauptort Castrejón de la Peña die Ortschaften Boedo de Castrejón, Cantoral de la Peña, Cubillo de Castrejón, Loma de Castrejón, Pisón de Castrejón, Recueva de la Peña, Roscales de la Peña, Traspeña de la Peña und Villanueva de la Peña.

## Lage und Klima
Castrejón de la Peña liegt südlich der Fuentes Carrionas in einer Höhe von ca. 1120 m. Die Provinzhauptstadt Palencia befindet sich ungefähr 75 km (Fahrtstrecke) südlich. Das Klima ist warm und gemäßigt. Es gibt relativ viel Niederschlag (693 mm/Jahr).

## Bevölkerungsentwicklung
| Jahr      | 1970 | 1981 | 1991 | 2001 | 2011 | 2021 |
| Einwohner | 1209 | 794  | 772  | 613  | 466  | 346  |

Die Mechanisierung der Landwirtschaft, die Aufgabe bäuerlicher Kleinbetriebe („Höfesterben“) und der daraus resultierende Verlust an Arbeitsplätzen haben seit der Mitte des 20. Jahrhunderts zu einer Landflucht und zu einem deutlichen Bevölkerungswachstum in den Städten geführt.

## Sehenswürdigkeiten
- Agathenkirche in Castrejón de la Peña
- Kirche Mariä Himmelfahrt in Pisón de Castrejón
- Kirche Verklärung des Herrn in Traspeña de la Peña

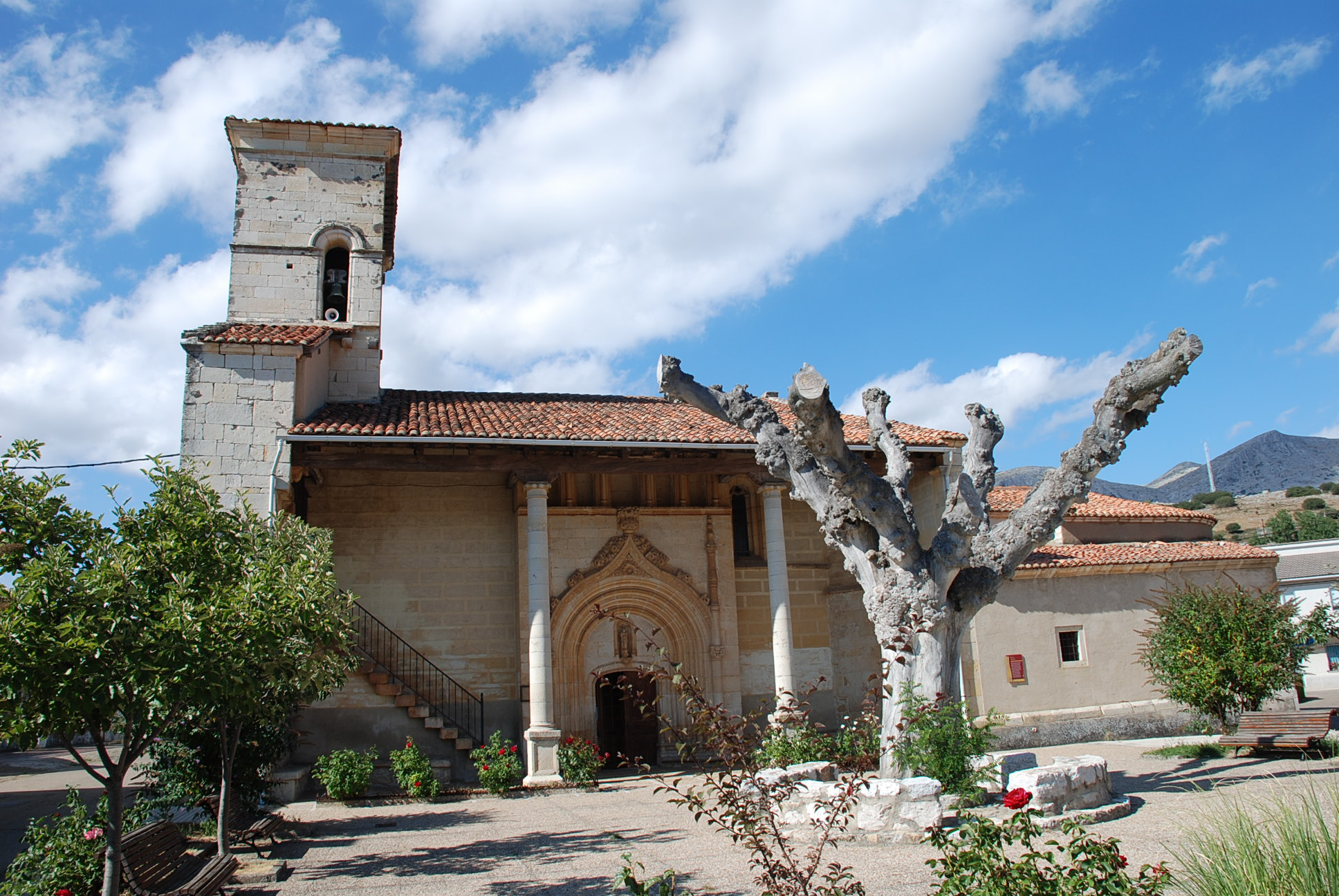
Agathenkirche
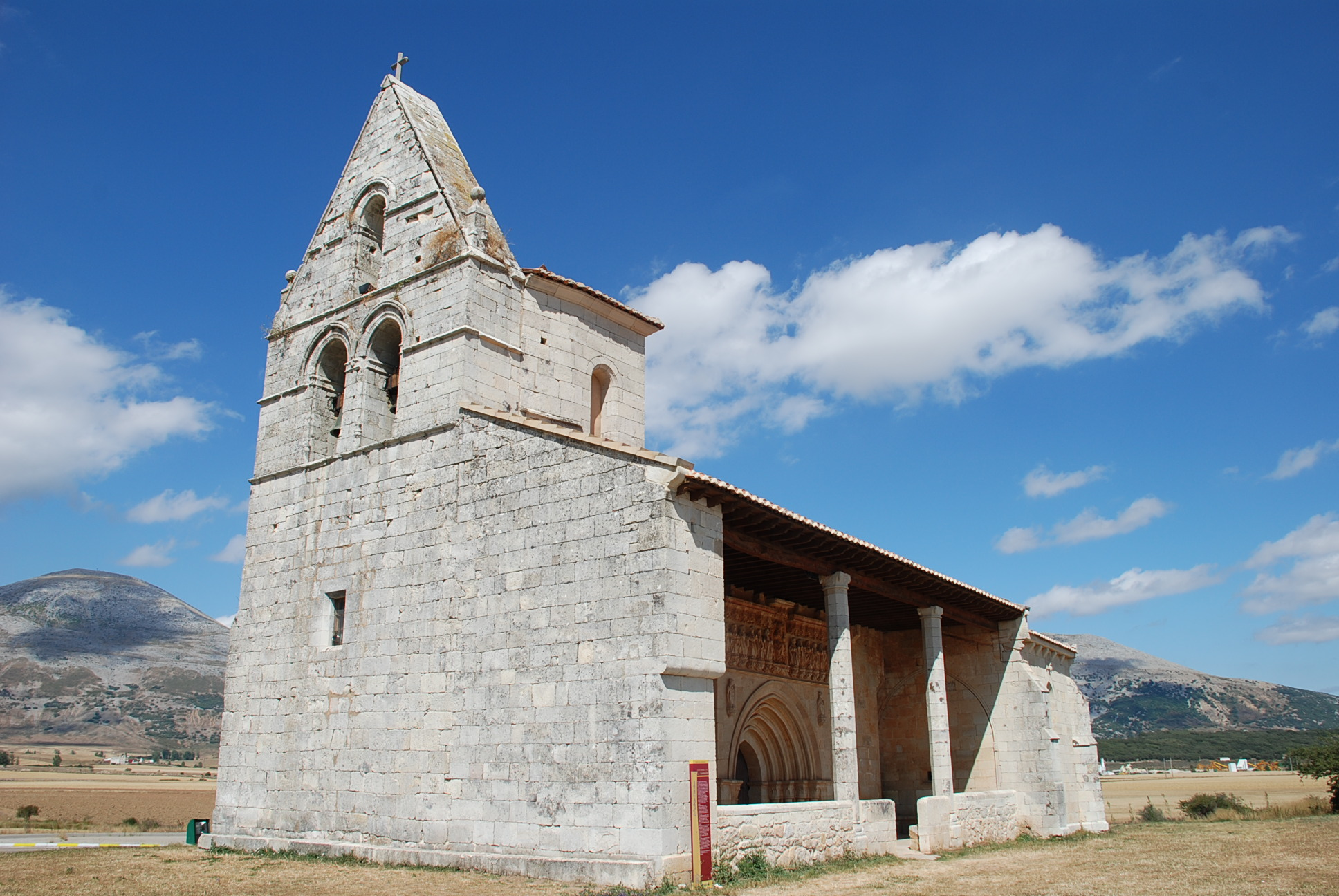
Kirche Mariä Himmelfahrt
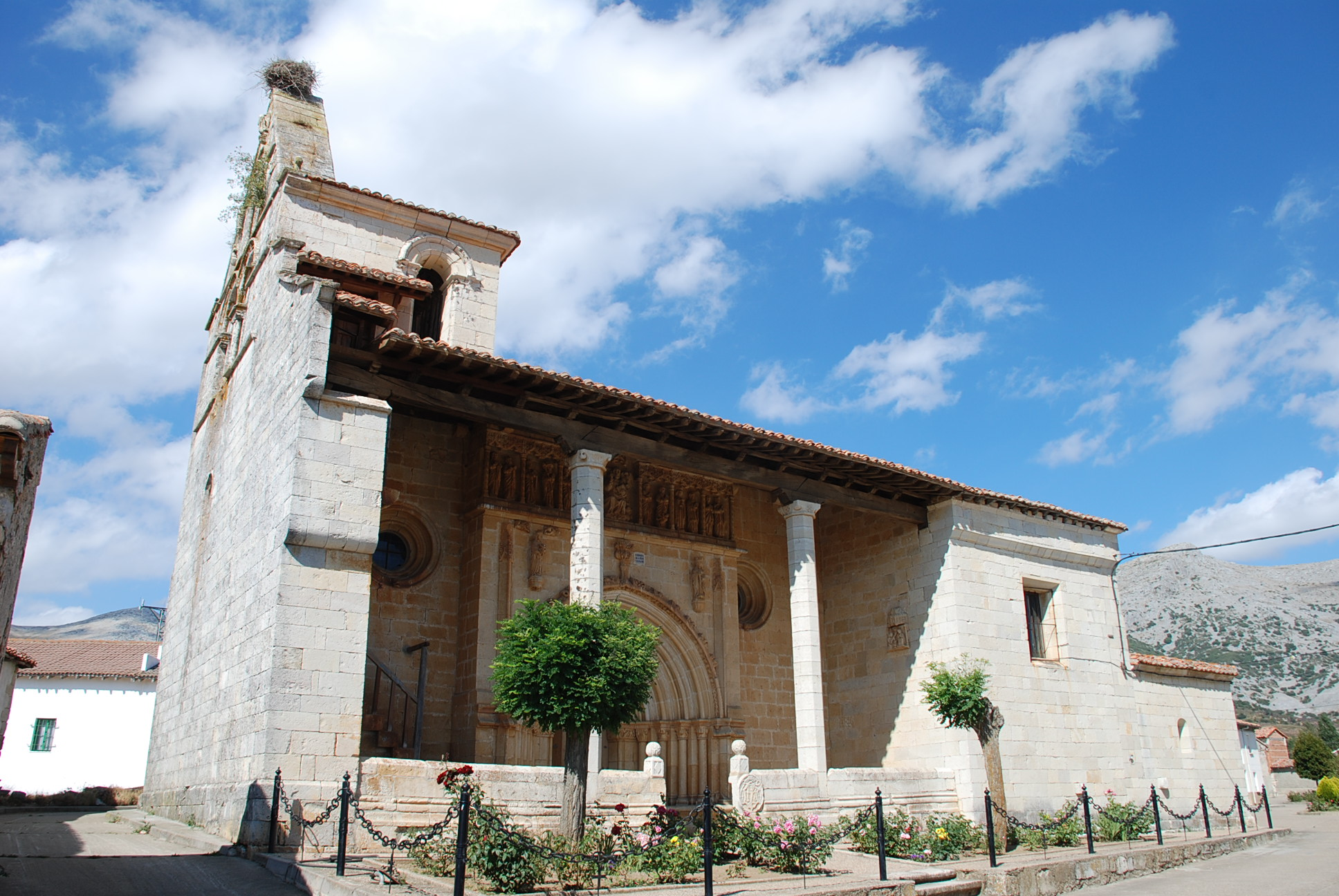
Kirche Verklärung des Herrn
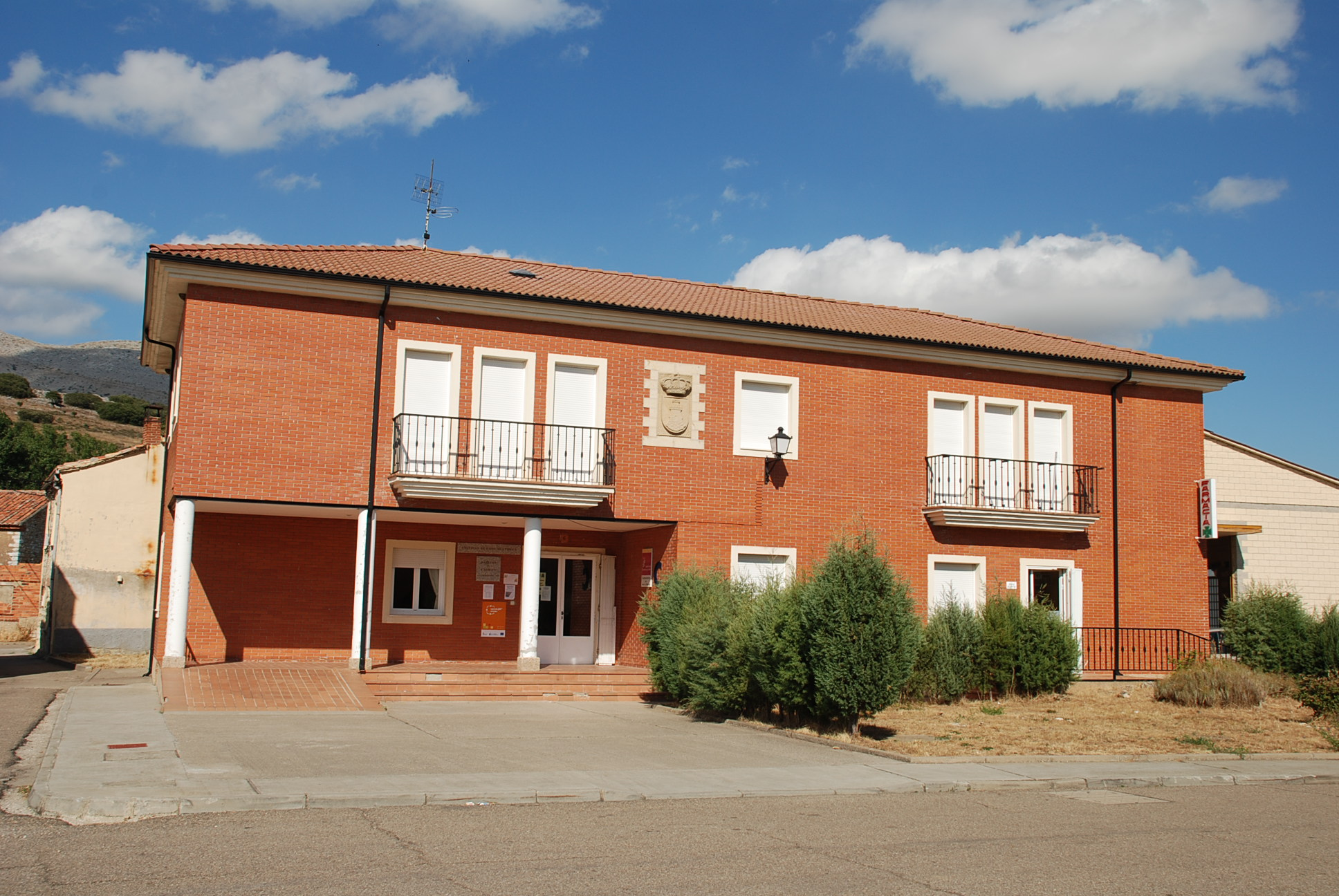
Rathaus